# Der Dienstagabend-Klub
Der Dienstagabend-Klub (Originaltitel The Thirteen Problems) ist eine Sammlung von Kurzgeschichten von Agatha Christie. Sie erschien zuerst im Vereinigten Königreich im Juni 1932 im Collins Crime Club und 1933 in den USA bei Dodd, Mead and Company unter dem Titel The Tuesday Club Murders. Der Scherz Verlag (Bern; Stuttgart; Wien) veröffentlichte 1962 die deutsche Erstausgabe mit der Übersetzung von Maria Meinert. Es gibt eine neuere deutsche Übersetzung von Renate Orth-Guttmann, die zuerst 2015 als Teil des Bandes Das große Miss-Marple-Buch – Sämtliche Kriminalgeschichten erschien und 2017 separat bei Atlantik veröffentlicht wurde. Einige Ausgaben bei Scherz und Fischer verwendeten zwischen 1994 und 2013 die leicht abweichende Schreibweise Der Dienstagabend-Club.
In den dreizehn Kurzgeschichten löst Miss Marple auf ihre eigene Art ungelöste Probleme.
Sechs der Kurzgeschichten sind die allerersten Geschichten mit Miss Marple, die bereits von Dezember 1927 bis Mai 1928 im Royal Magazine erschienen sind. 

## Einführung
Wie auch in anderen Sammlungen von Kurzgeschichten gibt Christie der Buchausgabe eine geschickt konstruierte Rahmenhandlung, die die Sammlung fast zu einem Episodenroman werden lässt. Die ersten sechs Geschichten werden im Tuesday Night Club erzählt, einem lockeren Treffen in Miss Marples Haus, bei dem Geschichten über geheimnisvolle Mordfälle und unglaubliche Begebenheiten zum Besten gegeben werden. Einer der Gäste ist Sir Henry Clithering, ein pensionierter Kommissar von Scotland Yard. Weitere Gäste sind Miss Marples Neffe Raymond West, ein bekannter Schriftsteller, Joyce Lemprière, eine Künstlerin und spätere Frau von Raymond West, Dr. Pender, der Geistliche der Gemeinde, und Mr. Petherick, ein Rechtsanwalt.
Die nächsten sechs Geschichten werden ein Jahr später während eines Dinners auf Gossington Hall, dem Haus der Bantrys erzählt, an dem neben Sir Henry Clithering Dr. Lloyd, ein älterer Arzt, und die Schauspielerin Jane Helier teilnehmen. Als sechste Person wird auf Anregung von Sir Henry Miss Marple eingeladen.
Die dreizehnte Geschichte spielt einige Zeit nach diesem Dinner. Miss Marple bittet darin Sir Henry Clithering, den Tod eines Mädchens aus St. Mary Mead genauer zu untersuchen. Ihr Verdacht auf eine unnatürliche Todesursache erweist sich als richtig.

## Die Geschichten

### Der Dienstagabend-Klub
Englischer Originaltitel: The Tuesday Night Club
Miss Marple hat fünf Gäste in ihrem Haus in St. Mary Mead, nämlich ihren Neffen und Schriftsteller Raymond West, die Künstlerin Joyce Lemprière, den früheren Kommissar bei Scotland Yard Sir Henry Clithering, den Geistlichen Dr. Pender und den Rechtsanwalt Mr. Petherick. Aus der Gesprächsrunde wird die Frage gestellt, welche der Personen aufgrund ihrer Tätigkeit wohl am besten ungelöste Kriminalfälle lösen kann. Die Gruppe beschließt, dass man sich jeden Dienstagabend trifft und einer aus der Gruppe ein Problem vorstellt, dessen Lösung er kennt.
Sir Henry Clithering beginnt mit einer Geschichte, die vor einem Jahr als ungelöster Fall zu den Akten gelegt wurde und erst wenige Wochen zuvor aufgeklärt wurde. Er berichtet von drei Menschen, die er als Ehepaar Mr. und Mrs. Jones und deren Gesellschafterin Miss Clark vorstellt und die gemeinsam Dosenhummer, Salat, Auflauf und Brot und Käse gegessen hatten und danach alle drei erkrankten. Zwei Personen erholten sich, doch die dritte Person starb.
Mr. Jones war ein attraktiver 50-jähriger Mann, seine Frau war etwa 45 Jahre alt und Miss Clark war etwa 60 und etwas korpulent. Am Vorabend des Unglückstags befand sich Mr. Jones beruflich in einem Hotel und ein Zimmermädchen sah ein Stück Löschpapier, das Mr. Jones zuvor benutzt hatte. Sie erkannte darauf im Spiegel die Worte „völlig abhängig von meiner Frau … wenn sie tot ist, werde ich … Hunderte und Tausende“. Als das Zimmermädchen später in der Zeitung erfuhr, dass Mrs. Jones gestorben war, teilte sie ihre Beobachtung mit. Das Gerücht verbreitete sich, dass Mr. Jones an einer jungen Arzttochter interessiert gewesen sei und zur Beruhigung der aufgebrachten Bevölkerung wurde die Leiche von Mrs. Jones exhumiert. Es stellte sich einwandfrei heraus, dass Mrs. Jones mit Arsen vergiftet worden war.
Allerdings erbte Mr. Jones nicht etwa Hunderttausende, sondern nur etwa achttausend Pfund und auch der Verdacht der Beziehung zur Arzttochter ließ sich nicht erhärten. Der Dorfarzt aber berichtete, dass er sofort gerufen wurde und die ernste Lage von Mrs. Jones erkannte, woraufhin er von zu Hause Opiumpillen zur Schmerzlinderung kommen ließ. Er diagnostizierte eine Fischvergiftung, der Dosenhummer war aber restlos aufgegessen und die Dose bereits entsorgt worden. Das Hausmädchen Gladys Linch gab an, dass sich der Hummer in tadellosem Zustand befand. Die Vermutung, Mr. Jones habe seine Frau durch Arsen im Hummer vergiftet, erschien unwahrscheinlich, weil das Essen schon zubereitet war, als er von einer Geschäftsreise aus Birmingham zu Hause ankam, und alle gemeinsam davon aßen. Auch Miss Clark geriet kaum in Verdacht, da sie durch den Tod von Mrs. Jones ihren Arbeitsplatz verlor und auch nichts erbte. Schließlich brachte Mr. Jones noch einen Teller Grießbrei aufs Zimmer seiner Frau, doch sie lehnte ihn ab und Miss Clark aß ihn an ihrer Stelle auf, weil sie wegen einer strengen Diät Heißhunger verspürte. Die Worte auf dem Zettel im Hotelzimmer erklärte Mr. Jones ohne Umschweife mit einem Antwortbrief an seinen Bruder in Australien, in dem er erklärt, dass er von seiner Frau völlig abhängig sei und erst nach ihrem Tod an Geld kommen könne, um das ihn sein Bruder gebeten habe. Er befinde sich damit in einer Situation wie Hunderte und Tausende von Menschen auf der Welt.
Die Gäste von Miss Marple beginnen, verschiedene Theorien zu äußern. Es wird Miss Clark verdächtigt, Mrs. Jones gehasst zu haben und den Grießbrei in Wahrheit vergiftet und nicht selbst gegessen zu haben. Ein anderer verdächtigt die Arzttochter, die ihrem Vater Arsen statt Opiumpillen geschickt habe, weil sie in Mr. Jones verliebt sei und nun die Gelegenheit gesehen habe, Mrs. Jones loszuwerden. Bevor Sir Henry den Fall auflöst, fragt er aus Höflichkeit noch Miss Marple um ihre Meinung. Sie erzählt, der Fall erinnere sie an eine Geschichte eines früheren Nachbarn, der nach seinem Tod zur Überraschung seiner Frau all sein Geld einer Geliebten vermachte, die einst sein Hausmädchen war und mit der er fünf Kinder hatte. Unvermittelt fragt Miss Marple Sir Henry, ob Gladys gestanden habe, und äußert die Hoffnung, Mr. Jones werde dafür hängen, dass er Gladys zu einer Mörderin gemacht habe. Miss Marple sagt, sie habe sofort gewusst, dass sich die Worte „Hunderte und Tausende“ auf Zuckerkügelchen bezogen hätten, als sie vom Auflauf gehört habe (das Englische hundreds and thousands ist eine andere Bezeichnung für Zuckerperlchen, im englischen Original gab es Trifle statt Auflauf).
Sir Henry bestätigt Miss Marple und löst den Fall auf. Mr. Jones hatte das Hausmädchen Gladys geschwängert und ihr versprochen, sie nach dem Tod seiner Frau zu heiraten. Er gab das Arsen in die Zuckerkügelchen und wies Gladys an, sie später über den Auflauf zu geben. Er selbst nahm sie von seiner Portion wieder herunter und Miss Clark mied den Auflauf wegen ihrer Diät. Das alles gestand Gladys gegenüber Sir Henry, nachdem Mr. Jones sie verlassen hatte, ihr Kind bei der Geburt gestorben war und sie nun im Sterben lag.

### Der Tempel der Astarte
Originaltitel: The Idol House of Astarte
Dr. Pender erzählt die Geschichte eines Mannes, dessen Tod eine scheinbar überirdische Ursache hatte. Sir Richard Haydon, ein Studienfreund Dr. Penders, hatte ein Haus am Rande von Dartmoor gekauft, das Hain des Schweigens genannt wurde. Die Umgebung des Hauses war geprägt von hügeliger Heidelandschaft, in der sich Überreste der jüngeren Steinzeit und ein kürzlich entdecktes Hünengrab mit Bronzewerkzeug befanden.
Sir Haydon lud Dr. Pender und sieben weitere Personen ein, nämlich Richard Haydons Cousin Elliot Haydon, Lady Mannering und ihre Tochter Violet, Captain Rogers und seine Frau, Dr. Symonds und Miss Diana Ashley. Letztere war eine attraktive Berühmtheit, zu der sich Richard Haydon hingezogen fühlte. Am Tag nach der Ankunft zeigte Richard Haydon seinen Gästen die Landschaft und führte sie zu einem Hain, von dem Haydon überzeugt war, dass er ein authentischer Ort für Riten zu Ehren der Mondgöttin Astarte sei, weshalb er sich inmitten des Hains ein steinernes Sommerhaus als Ersatz für einen Tempel gebaut hatte. Diana Ashley schlug vor, im Mondschein eine Orgie zu feiern und der Astarte zu frönen. Der Geistliche Dr. Pender fühlte sich von Bösem umgeben und lehnte ab. Auch die anderen Gäste fühlten sich unwohl und einigten sich stattdessen auf eine Kostümparty. Dr. Pender kleidete sich in eine Mönchskutte, Captain Rogers und seine Frau verkleideten sich als Höhlenmenschen, Richard Haydon als Seefahrer, Elliot Haydon als Räuberhauptmann, Dr. Symonds als Küchenchef, Lady Mannering als Krankenschwester und ihre Tochter als tscherkessische Sklavin. Zuletzt erschien Diana Ashley, die mit einem unförmigen Domino enttäuschte.
Bei einem Spaziergang verschwand Diana Ashley und die Anderen fanden sie als Astarte verkleidet im Astartenhain. Sie warnte die Angekommenen davor, sich ihr zu nähern, da sie den Tod in der Hand halte. Richard Haydon war von der Erscheinung bezaubert und ging auf Diana Ashley zu, die ihm wiederholt mit dem Tod drohte. Im Weitergehen fiel Richard Haydon zu Boden und blieb liegen. Sein Cousin Elliot lief auf ihn zu, drehte ihn um und rief dann mit Erschrecken Dr. Symonds herbei, denn Richard Haydon war erstochen worden. Es war keine Waffe zu finden, und nachdem der Tote ins Haus gebracht worden war, kehrte Elliot Haydon nochmal zum Tatort zurück. Erst am nächsten Morgen suchte und fand man ihn an derselben Stelle wie seinen Cousin, diesmal mit einem Bronzedolch in seiner Schulter. Er berichtete, beim Betreten des Sommerhauses eine Erscheinung der Astarte gesehen zu haben, bevor er niedergeschlagen worden sei. Es stellte sich heraus, dass der Dolch aus dem Hünengrab stammte und Richard Haydon ihn erworben hatte. Die Polizei verdächtigte Diana Ashley, konnte ihr aber nichts nachweisen und den Fall nicht lösen.
Die Mitglieder des Dienstagabend-Klubs rätseln nach der Lösung. Doch Miss Marple ist nur unklar, was zu Richard Haydons Sturz führte. Sie vermutet, dass er über eine Wurzel gestolpert sein könnte. Fraglos erscheint ihr, dass nur sein Vetter Elliot ihn erdolcht haben kann, als er den Gestürzten umdrehte. Die Waffe konnte er als Teil des Räuberkostüms verstecken. Dr. Pender bestätigt, dass Elliot ihm fünf Jahre nach den Vorfällen in einem Brief den Mord gestanden habe, den er beging, weil auch er in Diana Ashley verliebt war und mit dem Tod seines Cousins einen Rivalen beseitigen und dessen Titel und Besitz erben wollte. Später stach er sich selbst den Dolch in die Schulter, um den Verdacht von sich zu lenken.

### Die verschwundenen Goldbarren
Originaltitel: Ingots of Gold
Miss Marples Neffe Raymond West erzählt eine Geschichte, die sich vor zwei Jahren ereignet hatte. Raymond verbrachte die Pfingstzeit in Cornwall mit einer neuen Bekanntschaft namens John Newman, der das Bergungsrecht für ein zerschelltes Schiff der spanischen Armada erworben hatte. Nach Jahren missglückter Versuche wollte Newman nun das Schiff mit seinem Schatz bergen. Auf der Zugfahrt nach Cornwall kam Raymond mit Inspektor Badgworth ins Gespräch und erfuhr, dass beide das gleiche Reiseziel hatten, der Inspektor aber an einem jüngeren Schiffswrack interessiert war, nämlich des Schiffs Otranto, das vor sechs Monaten gesunken war und Goldbarren an Bord gehabt hatte, die von Tauchern nach dem Unglück aber nicht gefunden werden konnten.
In Cornwall ging Raymond mit Newman am folgenden Abend ins Pub. Dort sagte ihnen der Wirt Mr. Kelvin, dass Polizei und andere Fremde sich besser von den örtlichen Angelegenheiten fernhalten sollten. Am folgenden Sonntag zog ein Sturm auf, der Raymonds gewecktes Unbehagen bestärkte. Als das Wetter abends aufklarte, begab sich Newman noch auf einen Spaziergang, während Raymond früh schlafen ging. Nach unruhiger Nacht glaubte Raymond beim Öffnen der Fenster einen Totengräber zu sehen, bis er ihn als Gärtner von Newman erkannte, der ein Rosenbeet anlegte. Doch bald bemerkte Raymond, dass Newman nicht vom Spaziergang zurückgekehrt war und wandte sich nach erfolgloser Suche an Inspektor Badgworth. Newman wurde schließlich geknebelt und gefesselt in einem entlegenen Graben auf seinem Grundstück gefunden. Er berichtete, beim Spaziergang an den Klippen Männer beobachtet zu haben, die mit Booten etwas Schweres in eine der Höhlen gebracht hatten. Sie hatten ihn entdeckt und überwältigt und mit einem Auto auf sein eigenes Grundstück gefahren. Inspektor Badgworth konnte später nachweisen, dass in einer der Höhlen kürzlich Gold gestapelt worden war, und fand außerdem Reifenspuren mit einem dreieckigen Abdruck auf der selten befahrenen Strecke zu Newmans Grundstück. Dieser Abdruck passte zu den Reifen vom Wagen des Wirts Mr. Kelvin, doch eine Nachtschwester vor Ort schwor unter Eid, der Wagen sei in der betreffenden Nacht nicht gefahren worden.
Während die anderen Gäste an der Aussage der Nachtschwester zweifeln, sagt Miss Marple, Raymond solle sich seine Freunde sorgfältiger auswählen. Sir Henry lacht auf und gibt bekannt, dass er den Fall kenne und Miss Marple richtig liege. Er klärt auf, dass Newman wegen Plünderung des Tresors einer Londoner Bank ins Gefängnis kam und später auf seinem Grundstück in Cornwall das gestohlene Gold der Otranto gefunden wurde. Die Gerüchte um einen spanischen Schatz halfen Newman, als Taucher nicht aufzufallen. Miss Marple erklärt, dass der Reifenabdruck daher stammt, dass das Rad von Mr. Kelvins Wagen abmontiert und später wieder angeschraubt wurde, um eine falsche Spur zu legen. Währenddessen habe ein Komplize Newman gefesselt und in den Graben gelegt und vermutet dahinter den vermeintlichen Gärtner. Ein richtiger Gärtner könne er nicht sein, sagt Miss Marple, denn richtige Gärtner würden an Pfingstmontagen nicht arbeiten, und erst dieses Detail habe sie auf die richtige Fährte gebracht.

### Der rote Badeanzug
Originaltitel: The Bloodstained Pavement

### Die überlistete Spiritistin
Originaltitel: Motive v. Opportunity

### Der Daumenabdruck des heiligen Petrus
Originaltitel: The Thumb Mark of St Peter

### Die blaue Geranie
Originaltitel: The Blue Geranium

### Die Gesellschafterin
Originaltitel: The Companion

### Die vier Verdächtigen
Originaltitel: The Four Suspects

### Die Weihnachtstragödie
Originaltitel: A Christmas Tragedy

### Das Todeskraut
Originaltitel: The Herb of Death
Nach etwas Überzeugungsarbeit der anderen am Tisch, beginnt die Gastgeberin Mrs. Bantry von einem mysteriösen Vorkommnis zu erzählen. Gemeinsam mit ihrem Mann, Arthur Bantry, hatte sie Sir Ambrose Bercy, einen älteren Mann der an Herzleiden erkrankt war, auf Clodderham Court besucht. Andere Gäste waren Sylvia Keene und ihre Freundin Maude Wyd, Mr Curie, ein Experte für Bücher in seltenen Ausgaben, Sir Ambrose Nachbar und Sylvias Verlobter Jerry Lorrimer und Mrs Carpenter, die so etwas wie eine Gesellschafterin für Sylvia war.
Beim Dinner geschah es, dass die Enten mit Salbei- und Fingerhutblättern gefüllt wurden und alle Gäste schwer erkrankten. Sylvia Keene, das Mündel des Hausherren starb sogar. Dort beendet Mrs. Bantry ihre Erzählung bereits wieder, um den anderen Gästen die Möglichkeit zu geben, zu erraten was genau geschehen war. Die anderen Gäste stellen nacheinander Fragen zu den Vorkommnissen, die ein genaueres Bild der Situation ergeben. Die Köchin sei dumm, aber unschuldig, da ihr gesagt wurde, es handele sich nur um Salbeiblätter. Der Tod trat durch eine Vergiftung mit Digitalin ein, dass in Fingerhutblättern vorkommt. Sylvia selbst hatte vermutlich die Blätter aus dem Garten geholt, in dem Fingerhut und Salbei eng zusammenwachsen. Weiterhin kommt heraus, dass Maude am Abend vor dem Unglück, den Verlobten von Sylvia, Jerry Lorrimer geküsst hat und die beiden nach Sylvias Tod auch heirateten. Miss Marple löst das Rätsel auf, nachdem alle anderen Vermutungen aufgestellt hatten, die sich als falsch herausstellten. Sir Ambrose selbst hatte Maude mit Digitalin vergiftet, dass in kleinen Mengen gegen sein Herzleiden hilft. Er war verliebt in sie und wollte lieber ihren Tod als sie an einen anderen Mann zu verlieren. Ambrose hatte die Samen für den Fingerhut gesät und Sylvia mit den Blättern in die Küche geschickt. Mrs Bantry bestätigt die Geschichte. Sir Ambrose, dessen Name sie, wie alle anderen auch, nur als Pseudonym gewählt hat, hatte ihr in einem Brief nach seinem Tod alles ausführlich gebeichtet.

### Die seltsame Angelegenheit mit dem Bungalow
Originaltitel: The Affair at the Bungalow
Als Nächstes beginnt Jane Helier ihre Geschichte. Sie behauptet, die Geschichte würde von einer Freundin handeln, die ebenfalls Theaterschauspielerin ist, doch die anderen Gäste erkennen, dass sie von ihrer eigenen Erfahrung berichtet. Kurz danach gibt Jane die Scharade auf, als sie sich verspricht. Sie war auf ein Polizeirevier gerufen worden, nachdem Mr Faulkner, ein junger gutaussehender Drehbuchautor wegen Einbruchs verhaftet wurde. Vorher hatte er einen Brief erhalten, der mit dem Namen von Jane unterschrieben worden war und ihn zu sich einlud. Dort erwartete ihn eine Frau, die Jane durchaus ähnlich sah. Doch nach einem Cocktail verblasst die Erinnerung von Mr. Faulkner, bis er auf der Straße erwacht und kurz danach verhaftet wird. Das Haus war vom Adligen Sir Herman Cohen für die Schauspielerin Miss Mary Kerr gemietet. Ihr Mann, Claud Leason, hatte davon genauso wenig Ahnung, wie die Frau von Sir Herman. Miss Kerr meldete sich am nächsten Tag bei der Polizei, berichtete, dass sie ausgeraubt wurde und beschrieb Faulkner in allen Details. Mit Janes Aussage können sie die Polizei von Faulkners Unschuld überzeugen. Zudem stellt sich heraus, dass das Haus zwar durchsucht worden war, aber Miss Mary Kerr sich nie bei der Polizei gemeldet hatte, da ein Streich sie nach London gelockt hatte. Keiner der Gäste am Tisch fällt zunächst eine Lösung ein, auch Jane kennt sie nicht. Als sich alle verabschieden, flüstert Miss Marple Jane etwas ins Ohr. Später im Gespräch zwischen Jane und Mrs. Bantry kommt die ganze Geschichte ans Licht. Jane hatte sich die Geschichte ausgedacht, um zu testen ob sie jemand lösen könne. Eine Frau hatte ihr einst den Mann ausgespannt, den sie aber jetzt mit dem Adeligen Sir Joseph betrog. Um die Affäre der Öffentlichkeit bekannt zu machen, plante sie, wie in ihrer Geschichte beschrieben, einen Einbruch zu inszenieren und so die Zeitungen darauf aufmerksam zu machen. Jane selbst wollte das Zimmermädchen spielen, während ihr Double die Rolle der Jane übernahm. Miss Marple riet ihr davon ab, diesen Plan mit ihrem Double Netta Greene gemeinsam durchzuführen, da sie sich dann zu sehr abhängig von ihr machte.

### Der Fall von St. Mary Mead
Originaltitel: Death by Drowning

## Bezüge zu anderen Werken
Mrs. Bantry ist die Freundin von Miss Marple, in deren Bibliothek die Tote in der Bibliothek gefunden wird und in deren Landsitz der Mord im Spiegel stattfindet.

## Wichtige Ausgaben
- 1932 Collins Crime Club (London), Juni 1932
- 1933 Dodd Mead and Company (New York)
- 1962 deutsche Erstausgabe Scherz Verlag in der Übersetzung von Maria Meinert[4]
- 2017 Neuübersetzung von Renate Orth-Guttmann, Atlantik Verlag, Hamburg

### Erste Veröffentlichungen der Kurzgeschichten
Alle Geschichten (bis auf Die vier Verdächtigen) erschienen im Vereinigten Königreich in monatlichen Zeitschriften. Die ersten sechs im The Royal Magazine mit Illustrationen von Gilbert Wilkinson:
- Der Dienstagabend-Club Ausgabe 350 Dezember 1927
- Der Tempel der Astarte Ausgabe 351 Januar 1928
- Die verschwundenen Goldbarren Ausgabe 352 Februar 1928
- Der rote Badeanzug Ausgabe 353 März 1928
- Die überlistete Spiritistin Ausgabe 354 April 1928
- Der Daumenabdruck des heiligen Petrus Ausgabe 355 Mai 1928

Nach einer achtzehnmonatigen Pause erschienen die anderen im The Story-Teller Magazine wie folgt:
- Die blaue Geranie Ausgabe 272 Dezember 1929
- Eine Weihnachtstragödie (unter dem abweichenden Titel The Hat and the Alibi) Ausgabe 273 Januar 1930
- Die Gesellschafterin (unter dem abweichenden Titel The Resurrection of Amy Durrant) Ausgabe 274 Februar 1930.
- Das Todeskraut Ausgabe 275 im März 1930
- Die vier Verdächtigen Ausgabe 276 April 1930
- Die seltsame Angelegenheit mit dem Bungalow Ausgabe 277 Mai 1930

Die letzte Geschichte (Der Fall von St. Mary Mead) erschien in der Ausgabe 462 des Nash’s Pall Mall Magazine im November 1931 mit Illustrationen von J. A. May.
In den USA erschienen die ersten sechs Geschichten 1928 im Detective Story Magazine mit zum Teil abweichenden Titeln.
Die Titelgeschichte (Der Dienstagabend-Club) hatte ihre erste Veröffentlichung in einem Buch bereits 1928 in der von Ronald Knox und H. Harrington herausgegebenen Anthologie The Best Detective Stories of the Year 1928.

## Widmung
Das Buch trägt folgende Widmung:

„To Leonard and Katharine Woolley“
Leonard Woolley (1880–1960), war ein berühmter britischer Archäologe, der gemeinsam mit seiner Frau Katharine (1888–1945) die Ausgrabungen in Ur leitete. Christie hatte die beiden 1928 auf ihrer ersten Reise in den Nahen Osten kennengelernt. Diese Reise hatte Christie nach ihrer Scheidung von ihrem ersten Mann allein unternommen. Sie wurde, ganz ungewöhnlich für die Wooleys freudig empfangen, denn Katherine hatte gerade Christies Roman Alibi gelesen. Katherine war eine sehr schwierige Frau, und Christie verarbeitete ihren Charakter in der Person von Louise Leidner in Mord in Mesopotamien. 1930 lernte Christie auf dieser Ausgrabungsstätte ihren zweiten Ehemann Max Mallowan kennen.

## Hörbücher
- 2003/2004 Miss Marples Fälle (Tonträger): Hörbuch; ungekürzte Lesung. Sprecherin: Ursula Illert. Regie: Hans Eckardt: Verlag und Studio für Hörbuchproduktionen (Marburg/Lahn)[10]

- 2005 Die blaue Geranie (Tonträger): vollständige Lesung. Gelesen von Achim Höppner. Regie: Toni Nirschl: Der Hörverlag (München)[11]